# Mestra Mimi
A mestra Mimi, pseudônimo de Julia Freire (Marapanim, 18 de outubro de 1927 - 25 de agosto de 2020), foi uma instrumentista, uma das fundadoras do primeiro grupo feminino de carimbó.

## Biografia
Em 1994, Mimi ajudou a fundar o primeiro grupo de carimbó formado por mulheres (único grupo matriarcal), com a filha mestra Bijica e a amiga mestra Maria Cristina, denominado as Sereias do Mar, na comunidade rural de Vila Silva localizada na região da água doce do município brasileiro de Marapanim (estado do Pará). O grupo foi criado para animar as festas do Dia das Mães, devido os homens enrolavam para tocar nas festas que ela organizava na comunidade. Para a mestra foi reservado o curimbó, o mais tradicional instrumento da música paraense.
Segundo a pesquisadora Roberta Brandão: "Mimi disse 'vamos fazer o nosso grupo de carimbó' chamou a Maria Cristina que também é outra mestra do carimbó, que inclusive faz encenações pássaros, e se uniram com a Bijica, que cantava. Perguntaram 'quem vai tocar curimbó', a mestra Mimi disse que já tinha aprendido vendo."
Apesar de não ser declarada feminista, a mestra representa a luta da mulher para ocupar um espaço normalmente reservado aos homens nos grupos de carimbó, ficando às mulheres mais no papel de dançarinas.
Em agosto de 2020, Mimi faleceu na residência devido insuficiência cardíaca.